# Sedum kimnachii
Sedum kimnachii är en fetbladsväxtart som beskrevs av V.V. Byalt. Sedum kimnachii ingår i Fetknoppssläktet som ingår i familjen fetbladsväxter. Inga underarter finns listade i Catalogue of Life.